# Владыкин, Григорий Иванович
Григо́рий Ива́нович Влады́кин (5 февраля 1909, село Силаевка, Карсунский уезд, Симбирская губерния — 5 декабря 1983, Москва) — советский издательский работник и культурный чиновник. Член КПСС с 1941 года. Кандидат филологических наук (1949).
Родился в крестьянской семье. Окончил школу в городе Карсун, был библиотекарем и комсомольским работником, затем в 1931 году окончил Ленинградский педагогический институт имени Герцена. Учился в аспирантуре Государственного института речевой культуры. Работал редактором в ленинградском отделении Гослитиздата. В 1941 году под редакцией Владыкина вышел сборник «А. Н. Островский о театре» (1941, второе издание 1947). В 1942 году в течение нескольких месяцев заведовал отделом критики журнала «Знамя».
В 1943—1947 гг. работал в отделе агитации и пропаганды ЦК ВКП(б): инструктор, затем заведующий отделом художественной литературы. Затем сотрудник Иностранной комиссии Союза писателей СССР. В 1952 году выступал в качестве эксперта на суде над членами Еврейского антифашистского комитета. После этого был назначен секретарём партийной организации Союза писателей СССР — «скромный, пугливый, вежливый, непреклонный Григорий Иванович Владыкин, секретарь парткома Союза писателей», согласно характеристике Вениамина Каверина в мемуарной книге «Эпилог». В 1954—1957 гг. член редколлегии газеты «Правда».
В 1957—1962 гг. директор Государственного издательства художественной литературы. Под редакцией Владыкина в этот период выходили собрания сочинений А. Н. Островского (в 12 томах) и С. А. Есенина (в 5 томах). Ю. Г. Оксман в письме 1960 года характеризует Владыкина как «предел серости».
В 1962—1975 гг. заместитель министра культуры СССР (при Екатерине Фурцевой).